# SK Gullegem
Maillots
Dernière mise à jour : 18 novembre 2011.
Le Sportkring Gullegem est un ancien club de football belge, basé dans la ville de Gullegem, en Flandre-Occidentale. Fondé en 1959, le club, porteur du matricule 6216, a évolué durant 12 saisons dans les séries nationales, dont 1 au troisième niveau. Il disparaît en 2002 dans une fusion avec le KFC SV Wevelgem-City, porteur du matricule 2997, pour former l'actuel SV Wevelgem City.

## Histoire

### Fondation et ascension rapide
Le club est fondé au début de l'année 1959, et s'affilie à l'URBSFA le 9 avril. Il reçoit à cette occasion le matricule 6216. Le club est versé en quatrième provinciale, le plus bas niveau du football belge, et choisit d'évoluer en blanc et rouge.
Le SK Gullegem gravit rapidement les échelons provinciaux. Deux ans après sa création, il est déjà champion et monte en troisième provinciale. Deux ans plus tard, il remporte à nouveau le titre et est promu en deuxième, performance qu'il réitère à nouveau deux ans plus tard pour rejoindre la première provinciale. En 1968, le club remporte le titre provincial et monte pour la première fois en Promotion, le quatrième niveau national, à peine neuf ans après sa création.

### Débuts en nationales
Gullegem poursuit sur sa lancée en nationales, et termine d'emblée à la cinquième place, résultat qu'il obtient à nouveau la saison suivante. Après deux saisons terminées à la septième place et une à la quatrième, le club réalise une très mauvaise saison 1973-1974. Il termine bon dernier, et est relégué en provinciales après six saisons disputées en Promotion. Le club revient au niveau national en 1981, mais ce nouveau séjour ne dure que deux saisons.

### Retour en nationales
Le club passe ensuite quinze années dans les séries provinciales, et ne remonte en Promotion qu'en 1998. Après une saison de réadaptation terminée en milieu de classement, le club parvient la saison suivante à décrocher une place dans le tour final grâce au gain d'une « tranche » du championnat. Ils sont imités en cela par leurs voisins du KFC SV Wevelgem-City. Lors de ce tour final, le club est éliminé dès le premier tour par Diegem Sport, et n'est donc pas promu. La saison suivante, les deux clubs voisins se qualifient à nouveau pour le tour final, Wevelgem finissant deuxième et Gullegem troisième. Tous deux atteignent une des deux « finales » de ces barrages, mais ils s'inclinent tous les deux. Grâce à des fusions et des faillites dans les divisions supérieures, deux places supplémentaires sont disponibles en Division 3, qui échoient à Wevelgem et Gullegem. Pour le SK Gullegem, c'est la première fois de son Histoire qu'il atteint ce niveau.

### Fusion avec Wevelgem
Le club termine sa première saison en troisième division à l'avant-dernière place, synonyme de relégation en Promotion. Plutôt que de redescendre, les dirigeants du club et leurs homologues du KFC SV Wevelgem-City, porteur du matricule 2997, qui avait terminé dans les premières places au classement, décident d'unir leurs forces pour fonder un club compétitif dans la région. Le club fusionné est baptisé KSK Wevelgem City, et conserve le matricule 2997 de Wevelgem. Le matricule 6216 de Gullegem est radié des listes de la Fédération le 1er juillet 2002.

### Fondation d'un nouveau club
Si cette fusion apporte de bons résultats sportifs au début, des tensions s'installent rapidement entre les dirigeants des deux anciens clubs. La relégation du club en Promotion en 2005 n'arrange pas les choses. En 2007, à la suite d'une affaire de fausse monnaie impliquant le président Tony Coorevits et l'entraîneur Gilbert Bodart, d'anciens sympathisants du SK Gullegem décident de faire sécession et refondent un club dans la localité, baptisé Football Club Gullegem. Il s'affilie à l'Union Belge, et reçoit le matricule 9412. Après cinq titres en l'espace de six saisons, ce club atteint la Division 3 en 2014.

## Résultats dans les divisions nationales
Statistiques clôturées, club disparu

### Bilan
| Niv | Divisions     | Jouées | Titres | TM Up | TM Down |
| --- | ------------- | ------ | ------ | ----- | ------- |
| I   | 1er nationale | 0      | 0      |       |         |
| II  | 2e nationale  | 0      | 0      |       |         |
| III | 3e nationale  | 1      | 0      |       |         |
| IV  | 4e nationale  | 11     | 0      | 2     |         |
|     |               |        |        |       |         |
|     | TOTAUX        | 12     | 0      | 2     |         |

- TM Up= test-match pour départager des égalités, ou toutes formes de Barrages ou de Tour final pour une montée éventuelle.
- TM Down= test-match pour départager des égalités, ou toutes formes de Barrages ou de Tour final pour le maintien.

### Classements saison par saison
| Ordre | Saison  | Nom du club                                                         | Niveau                                                              | Classement final                                                    | Remarques                                                           |
| ----- | ------- | ------------------------------------------------------------------- | ------------------------------------------------------------------- | ------------------------------------------------------------------- | ------------------------------------------------------------------- |
| 1     | 1968-69 | SK Gullegem                                                         | Promotion série A                                                   | 5e/16                                                               |                                                                     |
| 2     | 1969-70 | SK Gullegem                                                         | Promotion série C                                                   | 5e/16                                                               |                                                                     |
| 3     | 1970-71 | SK Gullegem                                                         | Promotion série D                                                   | 7e/16                                                               |                                                                     |
| 4     | 1971-72 | SK Gullegem                                                         | Promotion série D                                                   | 7e/16                                                               |                                                                     |
| 5     | 1972-73 | SK Gullegem                                                         | Promotion série B                                                   | 4e/16                                                               |                                                                     |
| 6     | 1973-74 | SK Gullegem                                                         | Promotion série C                                                   | 16e/16                                                              | Relégué                                                             |
|       |         |                                                                     |                                                                     |                                                                     | séries provinciales                                                 |
| 7     | 1981-82 | SK Gullegem                                                         | Promotion série A                                                   | 12e/16                                                              |                                                                     |
| 8     | 1982-83 | SK Gullegem                                                         | Promotion série A                                                   | 14e/16                                                              | Relégué                                                             |
| 9     | 1998-99 | SK Gullegem                                                         | Promotion série A                                                   | 9e/16                                                               |                                                                     |
| 10    | 1999-00 | SK Gullegem                                                         | Promotion série A                                                   | 6e/16                                                               | Tour final                                                          |
| 11    | 2000-01 | SK Gullegem                                                         | Promotion série A                                                   | 3e/16                                                               | Tour final et promu                                                 |
| 12    | 2001-02 | SK Gullegem                                                         | Division 3 série A                                                  | 15e/16                                                              |                                                                     |
| -     | 2002    | Fusion avec le KFC SV Wevelgem City, et radiation du matricule 6216 | Fusion avec le KFC SV Wevelgem City, et radiation du matricule 6216 | Fusion avec le KFC SV Wevelgem City, et radiation du matricule 6216 | Fusion avec le KFC SV Wevelgem City, et radiation du matricule 6216 |